# モンタウのドロテーア

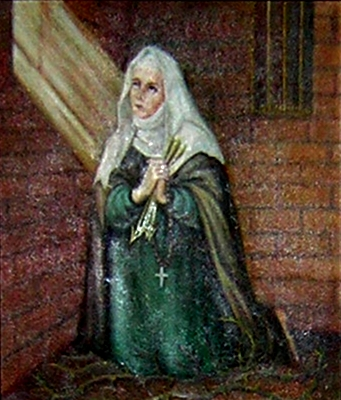
マリーエンヴェルダーの隠遁所の聖ドロテーア

モンタウのドロテーア（ドイツ語: Dorothea von Montau、ポーランド語: Dorota z Mątowów、1347年2月6日 - 1394年6月25日）は、モンタウ生まれのカトリック教会の聖人。マリーエンヴェルダー没。マリーエンヴェルダーの隠修女聖ドロテーアとも呼ばれる。隠修者、神秘主義者。カトリック教会で聖人として崇敬され、ドイツ騎士修道会とプロイセンの守護聖人とされる。

## 生涯と業績
モンタウのドロテーアは富農の家に生まれた 。7歳のとき熱湯がひっくり返って火傷を負い、死にかけた。すでに子供時代からドロテーアは苦行と禁欲を実践し始めた。母の指導のもと十字架の前でひざまづき 、断食が義務ではない年齢だったときも四旬節に乳製品を摂ろうとしなかった  。伝記作者はさらに自傷による火傷、極端な断食、足の火傷、冷寒な場所での睡眠やその他の実践を述べている。 
家族の勧めにより、彼女はダンツィヒ（現：グダニスク）の刀鍛冶と結婚した。この結婚で9人の子供が生まれたが、成人したのは1人（後にクルム（現：ヘウムノ）で修道女となる）のみだった。結婚の直後から、モンタウのドロテーアは幻視を得るようになった。初めに得た幻視の神秘体験について、記録は以下のように述べている。
「[…] 大いなる喜悦により肉体と魂が飛び上がり、魂は燃えたぎる愛と喜悦からまるで溶けた銅のように流れ、霊において我らが生きた主と1つになった」。
彼女の夫は彼女の神秘体験に寛容ではなく、彼女を避けるようになった。のちに彼女は彼を改宗させ、2人でケルン、アーヘン、アインジーデルンなどに巡礼に行っている。夫が1389もしくは1390年に死去すると、ドロテーアはマリーエンヴェルダーに転居した。同地で大聖堂参事会員、ドイツ騎士修道会士ヨハネス・マリーエンヴェルダーと出会った。この人物は後に彼女の聴罪司祭、伝記作者となる。  
1391年、彼女は信仰に誤りがあるとされ、ダンツィヒで魔女として火刑の危機に陥った。告解の際に話した幻視が人々に示されたためである。火刑の脅威は聴罪司祭であるヨハネス・マリーエンヴェルダーがただちに防止したようである。
ドロテーアは自分の財産を寄進し、マリーエンヴェルダー大聖堂に付属して建てられた庵に移り、死去するまで隠修女としての生活を送った。

## 崇敬
モンタウのドロテーアは1976年、ローマ教皇パウロ6世により聖人とされた。死の直後に列聖が請願されたが、ドイツ騎士修道会が支援した列聖審問は1404年以降開かれず、1955年にようやく再開された。ドロテーアの伝記はヨハネス・マリーエンヴェルダーによって書かれ、1492年にマリーエンブルクでヤーコプ・カルヴァイゼによって出版された。

## 文献
- ギュンター・グラスはモンタウのドロテーアの生涯について、不満をもつ夫の視点から小説『ひらめ』を書いた。
- Hilde Firtel: Dorothea von Montau. Eine deutsche Mystikerin. Kanisius Verlag, Freiburg (Schweiz) 1968.
- Friedrich Wilhelm Bautz: Dorothea von Montau. In: Biographisch-Bibliographisches Kirchenlexikon (BBKL). Band 1, Bautz, Hamm 1975. 2., unveränderte Auflage Hamm 1990, ISBN 3-88309-013-1, Sp. 1362–1364. (Artikel/Artikelanfang im Internet-Archive)
- Peter Dinzelbacher: Christliche Mystik im Abendland. Ihre Geschichte von den Anfängen bis zum Ende des Mittelalters. Schöning, Paderborn u. a. 1994. ISBN 978-3506720160
- Ralph Frenken: Kindheit und Mystik im Mittelalter. (= Beihefte zur Mediaevistik; Band 2). Lang, Frankfurt am Main 2002 ISBN 978-3631384671
- Richard Stachnik: Dorothea von Montau. In: Neue Deutsche Biographie (NDB). Band 4, Duncker & Humblot, Berlin 1959, ISBN 3-428-00185-0, S. 84 (電子テキスト版).
- Johannes Marienwerder (Autor), Anneliese Triller (Hrsg.): Liber de festis. Offenbarungen der Dorothea von Montau (= Forschungen und Quellen zur Kirchen- und Kulturgeschichte Ostdeutschlands. Bd. 25). Böhlau, Köln 1992, ISBN 978-3-412-04891-4.
- Max Toeppen (Hrsg.): Das Leben der heiligen Dorothea von Johannes Marienwerder. In: Scriptores rerum Prussicarum (Die Geschichtsquellen der preußischen Vorzeit). Band 2. Hirzel, Leipzig 1863, S. 179–374. (Digitalisat)
- Franz Hipler:  Meister Johannes Marienwerder, Professor der Theologie zu Prag, und die Klausnerin Dorothea von Montau. Ein Lebensbild aus der Kirchengeschichte des XIV. Jahrhunderts. Verlag Ed. Peter, Braunsberg 1865 (E-Kopie).